# 3. ŽNL Vukovarsko-srijemska NS Vukovar 2012./13.
Ovo je prva sezona da 3. ŽNL Vukovarsko-srijemska NS Vukovar broji 10 klubova. Razlog tome je ispadanje dva kluba (NK Lovas i ŠNK Dunav Sotin) u prethodnoj sezoni iz 2. ŽNL i ponovno aktiviranje NK Sokol Berak. Prvenstvo se igralo dvokružno. U viši rang se plasirao prvak ŠNK Dunav Sotin

## Tablica
| Mj. | Klub                | Sus. | Pob | Rem | Por | GR    | Bod        |
| --- | ------------------- | ---- | --- | --- | --- | ----- | ---------- |
| 1.  | ŠNK Dunav Sotin     | 18   | 12  | 3   | 3   | 52:26 | 39         |
| 2.  | NK Tompojevci       | 18   | 12  | 2   | 4   | 56:37 | 38         |
| 3.  | NK Petrovci         | 18   | 11  | 1   | 6   | 50:27 | 34         |
| 4.  | NK Lovas            | 18   | 10  | 3   | 5   | 50:29 | 33         |
| 5.  | NK Sokol Berak      | 18   | 10  | 4   | 4   | 49:32 | 33 (-1) ↓1 |
| 6.  | HNK Lipovača        | 18   | 8   | 4   | 6   | 53:33 | 28         |
| 7.  | HNK Mitnica Vukovar | 18   | 6   | 6   | 6   | 43:33 | 24         |
| 8.  | NK Opatovac         | 18   | 3   | 2   | 13  | 29:57 | 11         |
| 9.  | HNK Borovo Vukovar  | 18   | 1   | 2   | 15  | 20:89 | 5          |
| 10. | NK Hajduk Vera      | 18   | 3   | 1   | 14  | 23:62 | 3 (-7) ↓2  |

## Rezultati
| NK Lovas - NK Sokol Berak 5:2 ŠNK Dunav Sotin - HNK Mitnica Vukovar 2:1 HNK Borovo Vukovar - NK Hajduk Vera 2:4 NK Opatovac - NK Tompojevci 2:4 HNK Lipovača - NK Petrovci 4:2 | HNK Lipovača - NK Opatovac 1:1 NK Tompojevci - HNK Borovo Vukovar 6:2 NK Hajduk Vera - ŠNK Dunav Sotin 2:4 HNK Mitnica Vukovar - NK Lovas 0:1 NK Petrovci - NK Sokol Berak 5:0    | HNK Borovo Vukovar - HNK Lipovača 2:7 ŠNK Dunav Sotin - NK Tompojevci 2:3 NK Lovas - NK Hajduk Vera 4:1 NK Sokol Berak - HNK Mitnica Vukovar 2:1 NK Opatovac - NK Petrovci 1:3 |
| HNK Lipovača - ŠNK Dunav Sotin 1:1 NK Opatovac - HNK Borovo Vukovar 6:1 NK Tompojevci - NK Lovas 0:2 NK Hajduk Vera - NK Sokol Berak 1:2 NK Petrovci - HNK Mitnica Vukovar 0:2 | NK Lovas - HNK Lipovača 1:1 ŠNK Dunav Sotin - NK Opatovac 3:0 NK Sokol Berak - NK Tompojevci 4:1 HNK Mitnica Vukovar - NK Hajduk Vera 3:0 ↓3 HNK Borovo Vukovar - NK Petrovci 0:2 | HNK Lipovača - NK Sokol Berak 1:0 NK Opatovac - NK Lovas 0:2 HNK Borovo Vukovar - ŠNK Dunav Sotin 0:4 NK Tompojevci - HNK Mitnica Vukovar 3:2 NK Petrovci - NK Hajduk Vera 4:0 |
| HNK Mitnica Vukovar - HNK Lipovača 3:2 NK Sokol Berak - NK Opatovac 6:1 NK Lovas - HNK Borovo Vukovar 5:2 NK Hajduk Vera - NK Tompojevci 2:3 ŠNK Dunav Sotin - NK Petrovci 4:1 | HNK Lipovača - NK Hajduk Vera 7:0 NK Opatovac - HNK Mitnica Vukovar 3:7 HNK Borovo Vukovar - NK Sokol Berak 1:4 ŠNK Dunav Sotin - NK Lovas 2:1 NK Petrovci - NK Tompojevci 6:0    | NK Tompojevci - HNK Lipovača 1:4 NK Hajduk Vera - NK Opatovac 0:4 HNK Mitnica Vukovar - HNK Borovo Vukovar 7:1 NK Sokol Berak - ŠNK Dunav Sotin 3:1 NK Lovas - NK Petrovci 2:1 |
| NK Sokol Berak - NK Lovas 1:1 HNK Mitnica Vukovar - ŠNK Dunav Sotin 2:2 NK Hajduk Vera - HNK Borovo Vukovar 3:0 NK Tompojevci - NK Opatovac 4:1 NK Petrovci - HNK Lipovača 3:1 | NK Opatovac - HNK Lipovača 0:4 HNK Borovo Vukovar - NK Tompojevci 1:10 ŠNK Dunav Sotin - NK Hajduk Vera 6:1 NK Lovas - HNK Mitnica Vukovar 6:2 NK Sokol Berak - NK Petrovci 1:1   | HNK Lipovača - HNK Borovo Vukovar 4:1 NK Tompojevci - ŠNK Dunav Sotin 1:0 NK Hajduk Vera - NK Lovas 2:2 HNK Mitnica Vukovar - NK Sokol Berak 1:1 NK Petrovci - NK Opatovac 2:0 |
| ŠNK Dunav Sotin - HNK Lipovača 4:3 HNK Borovo Vukovar - NK Opatovac 2:1 NK Lovas - NK Tompojevci 1:2 NK Sokol Berak - NK Hajduk Vera 2:1 HNK Mitnica Vukovar - NK Petrovci 0:1 | HNK Lipovača - NK Lovas 6:3 NK Opatovac - ŠNK Dunav Sotin 2:6 NK Tompojevci - NK Sokol Berak 1:1 NK Hajduk Vera - HNK Mitnica Vukovar 1:4 NK Petrovci - HNK Borovo Vukovar 7:1    | NK Sokol Berak - HNK Lipovača 4:3 NK Lovas - NK Opatovac 4:1 ŠNK Dunav Sotin - HNK Borovo Vukovar 2:2 HNK Mitnica Vukovar - NK Tompojevci 4:4 NK Hajduk Vera - NK Petrovci 2:6 |
| HNK Lipovača - HNK Mitnica Vukovar 1:1 NK Opatovac - NK Sokol Berak 1:5 HNK Borovo Vukovar - NK Lovas 0:6 NK Tompojevci - NK Hajduk Vera 5:0 NK Petrovci - ŠNK Dunav Sotin 1:2 | NK Hajduk Vera - HNK Lipovača 2:1 HNK Mitnica Vukovar - NK Opatovac 2:2 NK Sokol Berak - HNK Borovo Vukovar 10:1 NK Lovas - ŠNK Dunav Sotin 1:2 NK Tompojevci - NK Petrovci 4:1   | HNK Lipovača - NK Tompojevci 2:4 NK Opatovac - NK Hajduk Vera 3:1 HNK Borovo Vukovar - HNK Mitnica Vukovar 1:1 ŠNK Dunav Sotin - NK Sokol Berak 5:1 NK Petrovci - NK Lovas 4:3 |